# Sekban
I Sekban erano  mercenari, reclutati in ambito contadino per servire nelle forze armate dell'Impero ottomano.

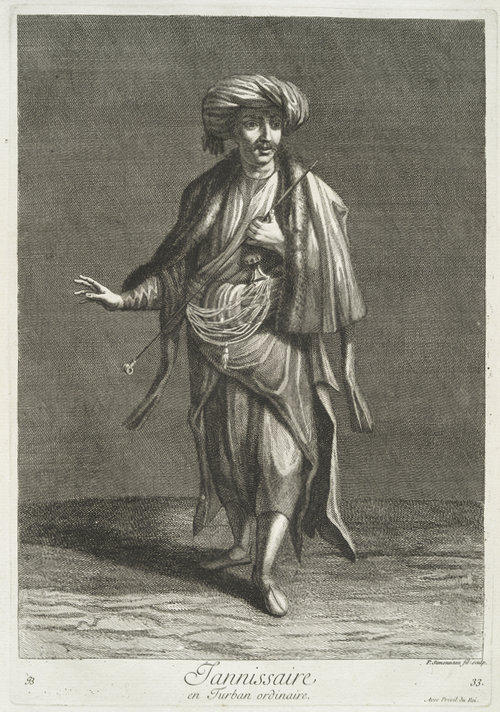
Giannizzero (XVIII secolo).

La parola era d'origine persiana ed era composta dal sostantivo in persiano سگ‎, sak (cane) e dal nome in persiano بان‎, bān (guardiano), finendo col significare quindi "guardiano dei cani [del Sultano]" (in turco moderno : köpek bakıcısı).
Il termine sekban si riferiva inizialmente alle unità militari irregolari, particolarmente a quelle senza artiglieria, ma in seguito cominciò a riferirsi a ogni formazione armata irregolare estranea alle forze armate regolari. I sekban non erano solamente leali all'Impero, ma a qualsiasi persona che avesse provveduto a versare loro il soldo giudicato congruo.
Tali contingenti erano pagati grazie a un'imposta chiamata sekban akçesi (Fondo dei Sekban). I Sekban erano talmente reclutati da diventare la componente maggiormente numerosa degli eserciti imperiali. L'uso di queste truppe portò infine a gravi conseguenze: la fine delle ostilità, come pure la guerra contro la Persia safavide nel 1590 e il lungo conflitto contro l'Impero asburgico (1591–1606) nel 1606, vide un gran numero di Sekban smobilitati e ridotti a non avere più mezzi di sussistenza. Come risultato, numerosi di questi soldati si dettero al brigantaggio e si ribellarono, sottoponendo a rovinose razzie buona parte dell'Anatolia tra il 1596 e il 1610.
Le rivalità tra Giannizzeri e Sekban infine esplose in confronto armato. Dopo la disfatta dei Giannizzeri sul fronte della Rumelia, essi marciarono su Istanbul nel 1687 per deporre Mehmed IV. Questi nominò allora Yeğen Osman Aga, un comandante dei Sekban che s'era fatto da sé, per bloccare i Giannizzeri. Yeğen Osman non riuscì però ad assolvere all'ordine e Mehmed IV finì perciò con l'essere deposto dal trono.
Il suo successore, Solimano II, continuò la politica dei suoi predecessori, nominando Yeğen Osman governatore generale dell'Eyalet di Rumelia. Yeğen Osman, diventato Pascià, tentò di diventare Gran vizir. Quando ciò si realizzò, mise fuori legge i corpi dei Sekban, minacciando i soldati che ni volevano piegare alla decisione, tanto che ne scaturì una guerra civile.
I Sekban vinsero la prima mano ma un successivo voltafaccia dell'amministrazione centrale ottomana consentì la cattura di  Yeğen Osman e la sua messa a morte. Ciò non portò alla fine dell'insurrezione dei Sekban e, sebbene nel 1698 il Sultano consentisse a un accordo coi Sekban, estendendo loro vari benefici in cambio della loro futura lealtà a Istanbul, l'intesa fu rapidamente rotta e le rivolte dei Sekban continuarono per tutto il XVIII secolo.
Nel 1826 furono comunque i Sekban, tornati nel 1815 a formare un corpo militare obbediente alla Sublime porta, a distruggere il corpo dei Giannizzeri, ribellatisi a loro volta al Sultano ottomano Mahmud II, dopo uno spietato bombardamento della loro caserma a Istanbul.